# Nuevo Progreso, La Trinitaria
Nuevo Progreso är en ort i Mexiko.   Den ligger i kommunen La Trinitaria och delstaten Chiapas, i den sydöstra delen av landet, 900 km öster om huvudstaden Mexico City. Nuevo Progreso ligger 1 548 meter över havet och antalet invånare är 142.
Terrängen runt Nuevo Progreso är kuperad söderut, men norrut är den platt. Runt Nuevo Progreso är det ganska glesbefolkat, med 43 invånare per kvadratkilometer. Närmaste större samhälle är Vicente Guerrero, 10,9 km sydväst om Nuevo Progreso. I omgivningarna runt Nuevo Progreso växer huvudsakligen savannskog.